# Kristina Kovač
Kristina Kovač (Beograd, 10. novembar 1974) srpska je pevačica, kompozitor i tekstopisac. Popularnost je stekla tokom devedesetih godina prošlog veka, kada je sa sestrom Aleksandrom osnovala R&B sastav K2, koji je u kratkom periodu prikupio mnoštvo publike. 
Kristina se, posle razilaženja sastava, u žižu javnosti vraća solo albumom U nebranom grožđu, sa kojeg su singlovi poput pesama Kolena i Život je ljut zauzeli prva mesta na srpskim muzičkim top listama.
Bila je jedan od članova žirija u prvoj sezoni muzičkog šou programa X Factor Adria.

## Biografija
Kristina je ćerka kompozitora Kornelija i tekstopisca Spomenke Kovač.
Još kao devojčica, učila je da svira klavir, a komponovala je već kao tinejdžerka. U periodu od 1990. do 1995. sa sestrom Aleksandrom živela je u Engleskoj, gde je radila sa poznatim britanskim muzičarima i producentima, i pevala prateće vokale mnogim svetskim zvezdama. Tada sestre osnivaju grupu K2.

## Početak i grupaK2
Još 1989. devojke su pod nazivom Next of kin, u Španiji snimile album Way to the top na engleskom jeziku, koji su kasnije izdale i na domaće tržište, međutim bez adekvatne medijske pratnje, taj album nije doživeo veliki uspeh u Srbiji. Na takmičenju za Pesmu Evrovizije 1991, duo je pevao prateće vokale Bebi Dol, koja je te godine predstavljala Jugoslaviju. Narednih par godina, tokom kojih su živele u Engleskoj i Norveškoj, sarađivale su sa mnogim poznatim producentima i muzičarima iz raznih stranih izdavačkih kuća. sa Sestre su 1995. godine objavile prvi album pod nazivom Ajmo u život za Komunu, koji je prodat u 70.000 primeraka. Sa albuma su se izdvojile pesme poput Ajmo u život, Džangl Manija i Milo moje za koje su urađeni i video spotovi. Sledeće, 1996. godine, izdale su i drugi album Malo soula, kojim je grupa potpuno osvojila domaće pop tržište. Duet je zatim ponovo boravio u Španiji gde su objavile album za izdavačku kuću EMI na kome su se našle pesme sa njihovih prethodnih albuma, prevedene na španski jezik. Ubrzo nakon toga, uradile su pesmu Srebro i zlato koja je do današnjeg dana ostala njihov najveći hit i jedna od najpoznatijih srpskih balada iz tog perioda. U Srbiji je potom zavladao turbo folk, pa su se Aleksandra i Kristina razišle i započele sopstvene projekte. Grupa je prestala sa radom 1998. godine.

## Iza scene
Kristina se posle povlačenja sa javne scene posvetila komponovanju. Napisala je muziku za mnoge srpske reklame i poznate džinglove, a sarađivala je i sa poznatim izvođačima sa prostora Balkana, poput Tanje Banjanin i Karoline Gočeve.
Godine 2001. odlučila je da oformi prvi srpski boj bend, kome bi pisala i producirala pesme, te organizovala audiciju za pet muških članova grupe. Tako je nastao popularni bend Peti Element. Grupa je doživela ogromnu popularnost nakon prve pesme K'o na vrhu sveta, a usledili su i hitovi kao što su Nedelja popodne i Nema je više. Na nacionalnom izboru za predstavnika tadašnje Srbije i Crne Gore na Pesmi Evrovizije 2004., grupa je sa Kristininom pesmom Reka bez povratka zauzela drugo mesto, odmah iza pobedničke numere Lane moje Željka Joksimovića. Peti element učestvovao je i na festivalu Sunčane skale gde su osvojili mnoga priznanja za pesmu Za vijek i vjekova. Momci su se razišli 2005. godine. 
Kristina je tokom ovog perioda napisala muziku i za popularnu tinejdž seriju Neki novi klinci, kao i za film Mi nismo anđeli 2, za koji je i otpevala naslovnu numeru Šta se dobije kad se anđeli klade. 

## Povratak i solo karijera

### AlbumU nebranom grožđu
Kristina Kovač je počela da radi na svom prvom samostalnom albumu na leto 2006. godine, iako su neke od pesama nastale i pre toga. Album U nebranom grožđu izdat je 2007. godine; sadrži deset pesama, za koje je Kristina radila tekstove, muziku i produkciju. Na albumu je sarađivala sa mnogim poznatim muzičarima iz regiona i Evrope i Amerike. Promociju albuma Kristina je htela da započne baladom Život je ljut, ali se ipak odlučila za pesmu Kolena, koja je odmah postala najveći hit tog leta. Obe pesme ušle su na zvaničnu top listu MTV Adria, gde su se zadržale više od devet nedelja, a urađena su i dva video spota, od kojih je jedan dobio priznanje na festivalima Beovizija 2009. i Sunčane skale. Na albumu se našla i pesma Veselo koja je izazvala odlične reakcije publike, kao i većine pop i rok muzičara u regionu, kako je Kristina u tekstu pesme, koristeći metafore, otvoreno kritikovala političko, društveno i kulturno stanje u zemlji. Promocija je trebalo da se nastavi snimanjem spota za treći singl (Milica i ja ili Ko), ali je prekinuta 2007. godine kada je Kristina ostala u drugom stanju i ponovo se povukla sa javne scene.

### Pesma Evrovizije
Posle ukidanja festivala Beovizija 2010. godine i promene načina izbora srpskog predstavnika na takmičenju za Pesmu Evrovizije, Radio-televizija Srbije počela je sa internim odabirom izvođača i kompozitora. Druge godine otkako je uveden ovakav sistem biranja predstavnika, odlučeno je da Kristina, Aleksandra i njihov otac, Kornelije komponuju po jednu pesmu i odaberu izvođača koji će to otpevati na izboru 26. februara 2011. godine. Kristina je odlučila da završi i doradi pesmu koju je neko vreme čuvala nedovršenu. Za izvođača numere Čaroban, Kristina je izabrala mladu i do tada publici nepoznatu Ninu Radojčić. Sa oko 57% pristiglih glasova, Nina i Kristina su osvojile prvo mesto na takmičenju, a time i priliku da predstavljaju Srbiju na Pesmi Evrovizije 2011. Na takmičenju u Dizeldorfu, Srbija je prozvana prva kao zemlja koja je prošla u finale, tom prilikom osvojivši 8.mesto, da bi u finalu osvojila 14.mesto u konkurenciji od 43 zemlje. Zanimljivo je da je, odvajanjem glasova, Srbija po mišljenju žirija zauzela 6.mesto, a po mišljenju gledalaca iz Australije pobedila.

### X Factor Adria
Nekoliko meseci nakon objavljivanja vesti da će Srbija i zemlje u regionu dobiti svoju verziju popularnog takmičenja X Factor, produkcija šoua predstavila je Kristinu i Željka Joksimovića kao prva dva člana žirija (dan posle je objavljeno da im se pridružuju i Emina Jahović i Kiki Lesendrić).
Na konferenciji za štampu, Kristina je izjavila da redovno prati englesku i američku verziju ovog programa i da je veoma uzbuđenja i srećna što će biti deo tog projekta. 
Kako žiri u ovom formatu dobija ulogu mentora jednoj od četiri kategorije kandidata nakon audicija i Bootcamp-a, Kristina je u prvoj sezoni postala mentor kategoriji Grupe, među kojima su se našle i tri grupe koje je ona, u dogovoru sa produkcijom, napravila od takmičara koji su ispali u fazi Bootcamp. U sledeću fazu takmičenja, emisije uživo, ušla je upravo sa te tri grupe: Doktori (muška grupa koju čine Armin Malikić, Marko Balabanović, Nikola Stanojević, Predrag Antić i Uroš Turkulov), 4U (ženska grupa koju čine Lana Šojić, Teodora Sparavalo, Vanja Mišić i Katarina Manojlović) i H2O (duet koji čine Marinela Đogani i Fifi). Kristina je u superfinale ušla sa grupom "Doktori" , koja je zauzela 5. mjesto.

## Spoljašnje veze
- Prezentacija posvećena Kristini Kovač
- Profil na MySpace-u
- Profil na Twitter-u